# Émile-Louis Foubert
Pour les articles homonymes, voir Foubert.

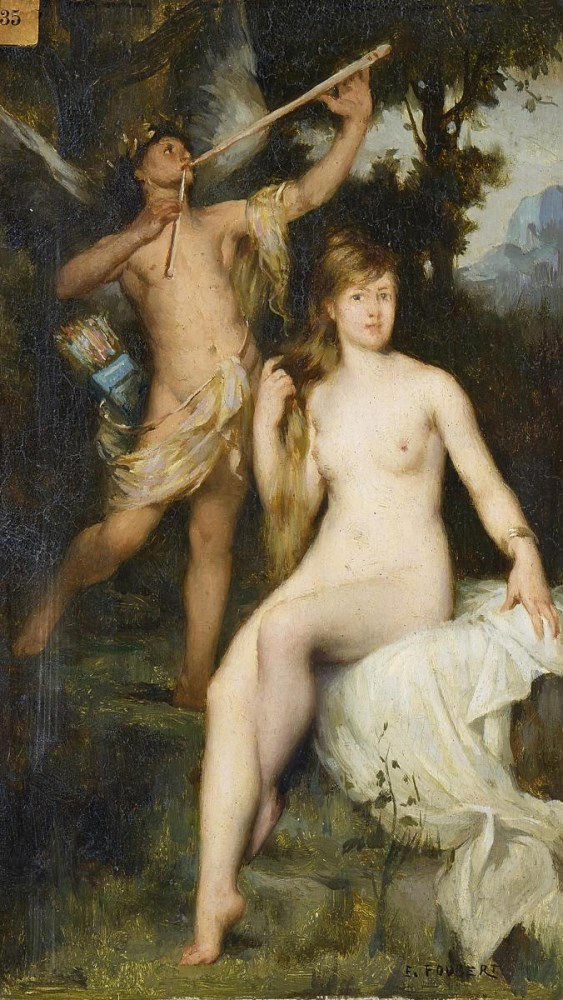
Eglogue (Pan et nymphe dans un paysage), 1883, musée des Beaux-Arts et d'Histoire Naturelle de Châteaudun (Eure-et-Loir).

Émile-Louis Foubert, né à Paris (ancien 8e arrondissement) le 11 septembre 1848 et mort à Paris (9e arrondissement) le 12 février 1911, est un peintre français d'histoire et de nu.

## Biographie
Émile-Louis Foubert est l'élève des ateliers parisiens de Léon Bonnat, de Charles Busson et de Henri-Léopold Lévy.
Il crée des peintures sur des sujets mythologiques, allégoriques et, au début, également religieux, ainsi que des portraits et des paysages. Il expose ses œuvres dans les salons de la Société des artistes français à partir de 1875. Il devient membre de cette Société en 1884. À partir de 1900 environ, il ne peint plus que des paysages fantastiques avec des nymphes et des sylphes.

## Œuvres

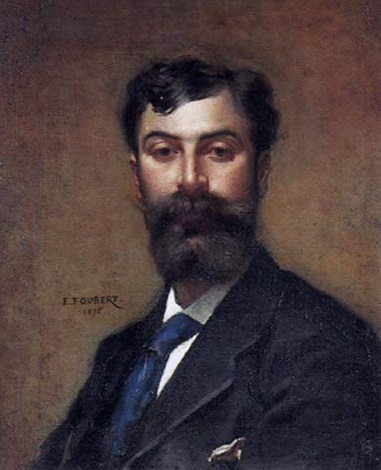
Autoportrait, 1875.
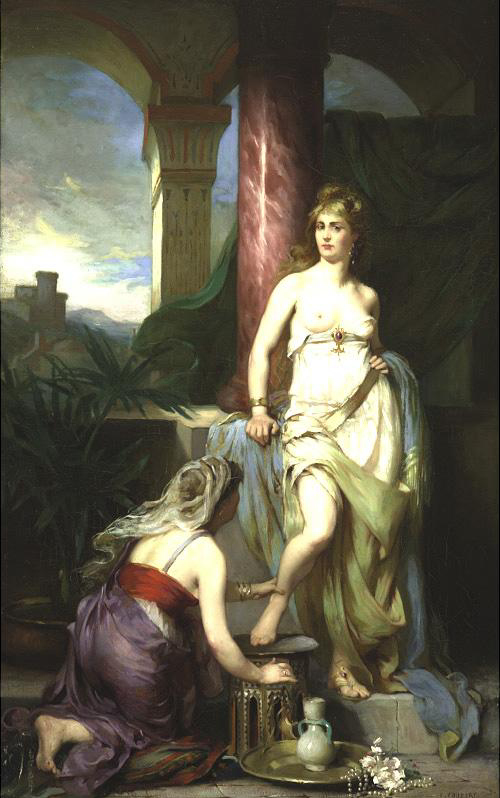
Dame et servante, 1879.
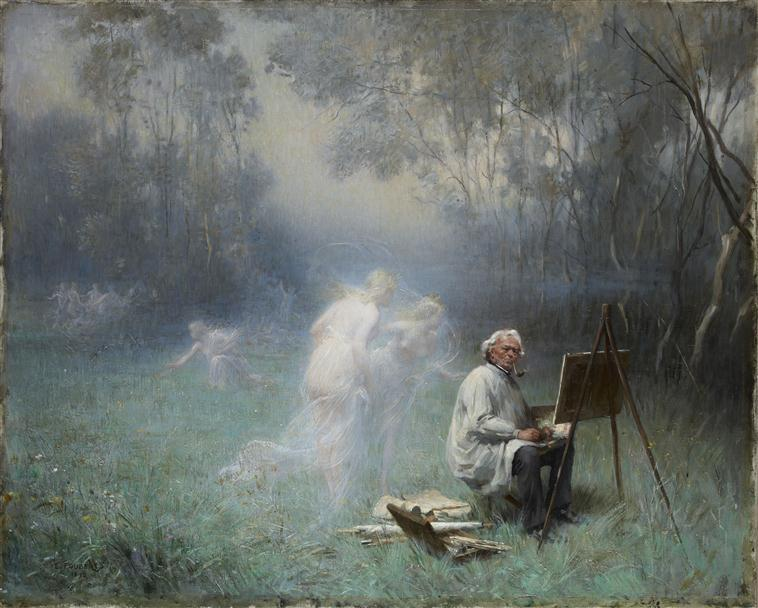
Hommage à Corot, 1892, Musée d'Art et d'Histoire Baron-Gérard, Bayeux.
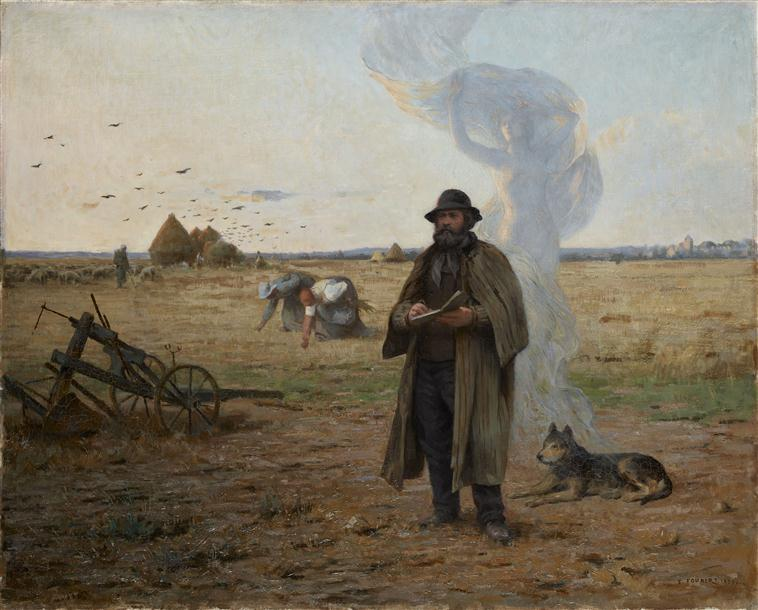
Hommage à Millet, 1899, musée d'Art et d'Histoire Baron-Gérard, Bayeux.
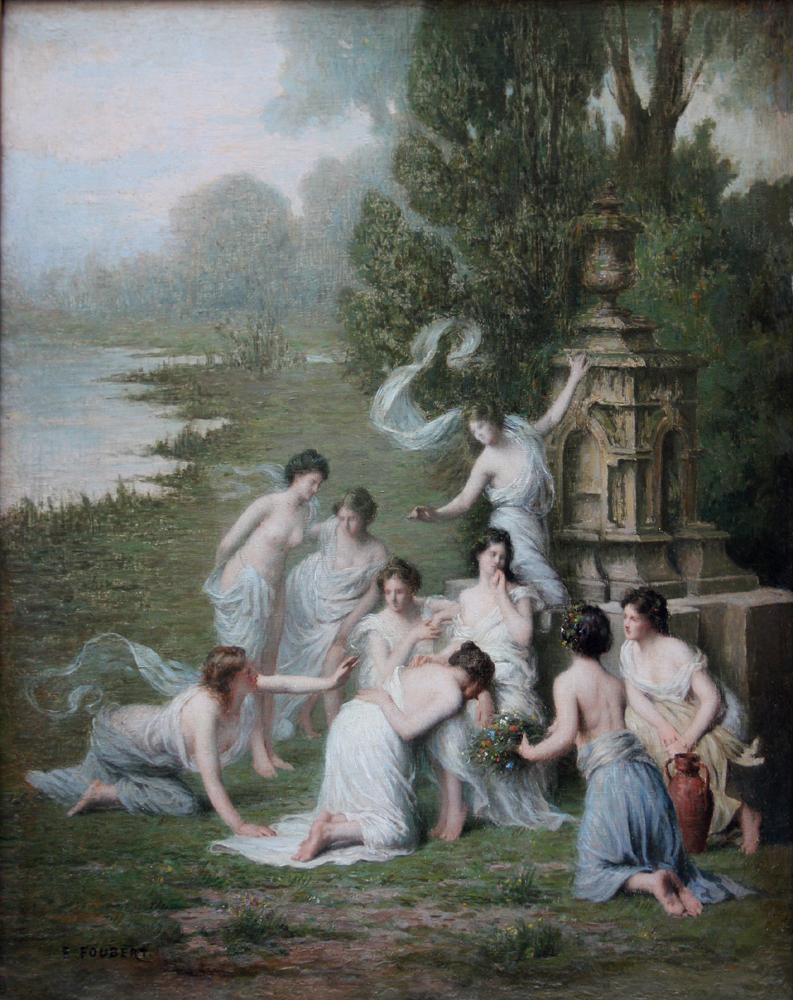
Le Jeu de la main chaude, 1902.
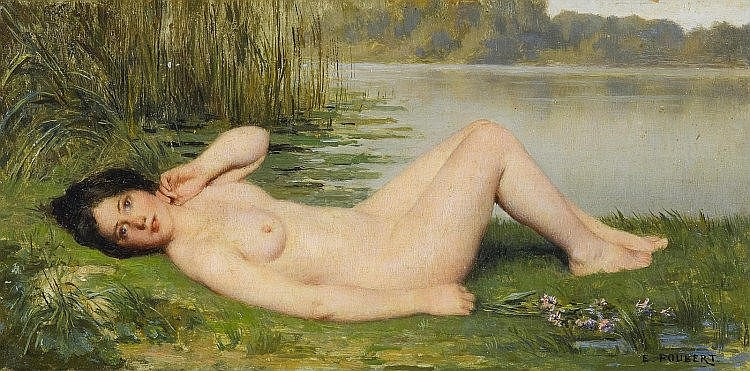
Nu allongé sur le rivage.